# Pseudocytheretta edwardsi
Pseudocytheretta edwardsi är en kräftdjursart. Pseudocytheretta edwardsi ingår i släktet Pseudocytheretta och familjen Cytheridae. Inga underarter finns listade i Catalogue of Life.